# Willy van de Kerkhof
Wilhelmus van de Kerkhof (n. 16 septembrie 1951, Helmond, Țările de Jos) este un fost jucător neerlandez de fotbal.
Willy și fratele său geamăn, René, au fost colegi în echipa națională de fotbal a Țărilor de Jos care a ajuns în finala Campionatului Mondial din 1974, devenind jucători cheie în echipa care a ajuns în finala Campionatului Mondial din 1978.
În total, Willy a fost selecționat de 63 de ori și a marcat 5 goluri.
A fost trecut de Pelé pe lista FIFA 100 în martie 2004.